# NGC 968
NGC 968 is een elliptisch sterrenstelsel in het sterrenbeeld Driehoek. Het hemelobject werd op 5 december 1879 ontdekt door de Franse astronoom Édouard Jean-Marie Stephan. Vanaf de aarde gezien bevindt het stelsel NGC 968 zich een derde van een graad ten zuidwesten van de ster 15 Trianguli (magnitude +4).

## Synoniemen
- PGC 9779
- UGC 2040
- MCG 6-6-56
- ZWG 523.61
- NPM1G +34.0064